# Christa Luding-Rothenburger
Christa Luding-Rothenburger, född Rothenburger 4 december 1959 i Weißwasser, Sachsen, Östtyskland, är en tysk förutvarande idrottare som tävlade i hastighetsåkning på skridskor och som cyklist. Hon är en av endast en handfull idrottare som vunnit både vinter- och sommarolympiska medaljer, samt den enda som lyckades göra detta samma år (1988). Numera är denna prestation omöjlig eftersom sommar- och vinterspel arrangeras olika år.
Rothenburger tävlade under tidig 1980-talet för Östtyskland och hade sina största meriter vid de korta distanserna i hastighetsåkning på skridskor. Till dessa räknas främst två guldmedaljer vid olympiska vinterspelen samt en silvermedalj 1988 och en bronsmedalj 1992. Hon vann även en rad medaljer vid världsmästerskapen.
Under sommaren höll sig Rothenburger aktiv med cykling på velodrom. Hon var även där väldigt framgångsrik och kvalificerade sig 1988 för de olympiska sommarspelen i Seoul. Där kom hon fram till finalen och vann silvermedaljen efter Erika Salumäe från Sovjetunionen.

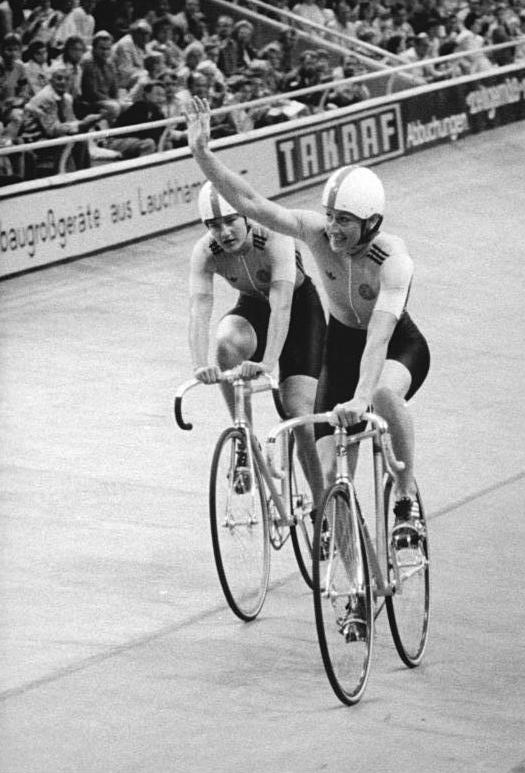
Christa Luding-Rothenburger (till höger) som tävlingscyklist
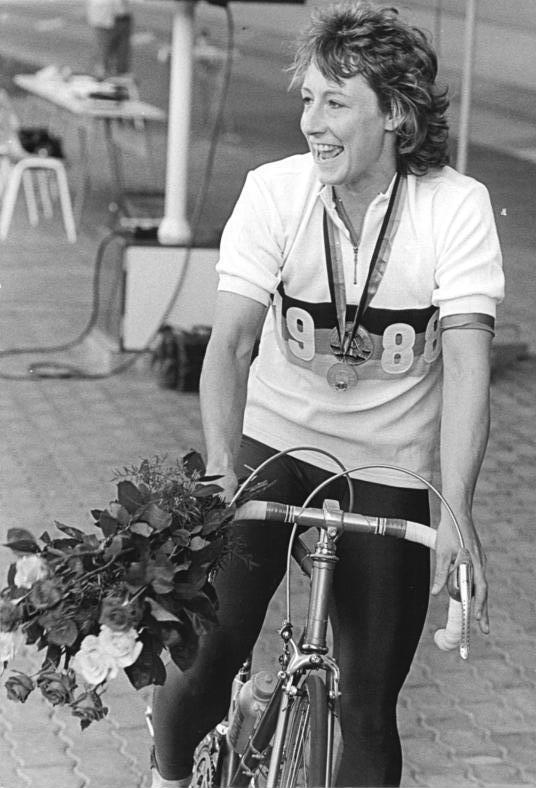
Hon blev 1988 östtysk mästare